# Задонецкий сельский совет (Харьковская область)
Задоне́цкий се́льский сове́т — входил до 2020 года в состав Змиёвского района Харьковской области Украины.
Административный центр сельского совета находился в селе Задонецкое.

## История
- Вторая половина 1917 года — дата образования данного сельского Совета (крестьянских) депутатов трудящихся на территории … волости в составе Змиевского уезда Харьковской губернии Российской республики, - один из самых первых в Змиевско́м уезде Советов крестьянских (укр. селянских) депутатов, согласно "Истории городов и сёл УССР" 1967 года.
- 1920 — дата образования совета, согласно старому (2009 года) сайту ВРУ.
- С марта 1923 года — в составе Змиевского района Харьковского округа, с февраля 1932 года — Харьковской области УССР.
- После 17 июля 2020 года в рамках административно-территориальной реформы по новому делению Харьковской области[2][3] сельсовет, как и весь Змиевской район Харьковской области, был ликвидирован; входящие совет населённые пункты и его территории были присоединены к ... территориальной общине Чугуевского района области.
- Сельсовет просуществовал 103 года.

## Населённые пункты совета
- село Задоне́цкое
- село Гайда́ры (б. хутор Ти́хонов)[4]
- село Исько́в Яр (в 2001 население три человека; в 2021 - два человека с постоянной пропиской ).
- село Камплица
- село Ко́ропово (б. Ко́робовы хутора́)[5]
- село Омельченки
- Пионе́рское — входило в состав сельсовета до и в 1967 году.